# Monget
Monget település Franciaországban, Landes megyében. Lakosainak száma 77 fő (2022. január 1.). Monget Mant, Peyre, Arget, Casteide-Candau, Malaussanne, Montagut és Saint-Médard községekkel határos.

## Népesség
A település népességének változása:
| Lakosok száma | 133  | 94   | 102  | 72   | 88   | 93   | 91   | 83   | 82   | 77   |
|               | 1968 | 1982 | 1990 | 2006 | 2013 | 2015 | 2017 | 2019 | 2020 | 2022 |